# Omoroca
Omoroca, Omorōka u Omorka es el título que recibe la diosa sumeria Tiamat en la versión del mito de la creación realizada por el historiador babilonio Beroso, hacia el siglo III a. C..

## El mito de la creación de Beroso
En su Historia de Babilonia (Babyloniaca), escrita entre el 290 y 278 a. C. en griego koiné, el sacerdote de Bel-Marduk, Beroso, sigue en términos generales la narración de la creación del Enuma Elish pero con diferencias significativas. Esa porción de la obra no se conserva original, sino que solo se conoce por la transmisión de otros historiadores y escritores. Fue recogida por Alejandro Polihistor (siglo I a. C.), que a su vez es tomada por Eusebio de Cesarea (siglos III y IV d. C.) de la que actualmente se conoce una traducción armenia, para finalmente ser transmitida por el monje Jorge Sincelo en el siglo VIII d. C. a través de su Ekloge chronographias que también se conoce fragmentariamente.

Él [Beroso] dice que había un tiempo en el cual todo era oscuridad y agua, dónde nacieron extrañas criaturas de peculiar forma [...]; sobre todas estas regía una mujer llamada Omorka (Όμόρκα), la cual en caldeo es llamada Thalath (Θαλάτθ), que en griego significa "el mar" (Θάλασσα), pero en valor numérico es igual a "luna" ("σελήνη").
Jorge Sincelo. Ekloge chronographias, 29.22

La narración sigue relatando la acción de Belus que la cortó en dos y de las mitades de Omorka formó la tierra y el cielo.

### Identificación con Tiamat
En el nombre Talath (Θαλάτθ) se ha visto una corrupción de Thamte que vendría a ocupar el lugar de Tamtu, esto es, Tiamat. La identidad de Bel como Marduk se encuentra también bastante establecida así como su papel de creador del mundo a través de la división de la diosa originaria. Finalmente, la presencia de la oscuridad y el agua en la narración remiten al mar originario de agua salada envuelto en tinieblas, del que Tiamat es personificación, en el Enuma Elish.

## Etimología
Se ha propuesta que el griego Omorca (Όμόρκα) podría ser una enmienda de ομορωκα y que a su vez podría ser una forma aramaica de otro título de Tiamat: Ummu-Hubur, al que se ha traducido como «Madre de la Profundidad». También podría ser una derivación de Um-Uruk, esto es «Madre de Uruk».
En una traducción armenia de Eusebio de Cesarea, sobre este mismo texto, en lugar de Omorca aparece el nombre Markaye, que ha motivado la hipótesis de una posible corrupción de «marratu» que significa «mar amargo» o, según, Gunkel y Zimmern, que hacen una combinación de ambos para formar el término Omarcaje u Omarcaye, podría significar «Madre subterránea».